# Antonia de Rocamora
Antonia de Rocamora, VI marchesa di Rafal, VI baronessa di Puebla e XIV signora di Benferri, (in spagnolo: Antonia de Rocamora y Heredia) (Orihuela, 12 giugno 1724 – Madrid, 1751), è stata una nobildonna spagnola.

## Biografia
Era l'unica figlia di Jaime de Rocamora, e di sua moglie, Margarita de Heredia.

## Matrimonio
Sposò, il 27 ottobre 1743, suo zio Antonio de Heredia. Ebbero due figli:
- Antonio de Heredia (10 marzo 1745-31 agosto 1761):
- Antonia María de Heredia (12 giugno 1746-1808), sposò in prime nozze Juan María del Castillo, ebbero un figlio, e in seconde nozze Pablo Melo de Portugal, ebbero due figli.

Una delle condizioni poste dalle nove clausole del 1588 era che in caso di mancanza di prole maschile avrebbero potuto ereditare le donne il titolo e il loro consorti, come la prole, avrebbero aggiunto al loro nome il nome de Rocamora. Questo spiega il motivo per cui in molti scritti e in alcune pubblicazioni, si fa riferimento ad Antonio de Heredia con il nome di Antonio de Heredia-Rocamora o Antonio de Rocamora-Heredia. Ma le nove clausole sono state abolite da Antonia.

## Morte
Morì nel 1751.